# Musée des civilisations de Dschang
Pour les articles homonymes, voir Musée des civilisations.
Le musée des civilisations du Cameroun, aussi appelé musée des civilisations de Dschang est inauguré en 2010 et créé officiellement en 2011 à Dschang dans le département de la Menoua (région de l'Ouest). C'est un musée public, géré par la commune de Dschang. Quoique localisé dans la région de l'ouest Cameroun, ce musée intègre des collections plurielles, à la fois camerounaises et étrangères. La visée du musée a été de créer un espace ou les communautés locales et étrangères pourraient lire et vivre l'authenticité socio-culturelle des peuples du Cameroun. Les expositions organisées permettent d'éduquer et d'éveiller les visiteurs. Doté d'un espace vert, ce musée est situé au bord du Lac municipal de Dschang.

## Histoire

### Début et projet du musée
Le musée des civilisations de Dschang a été créé en 2010 et ouvert au public en 2011 dans le cadre du projet de la Route des Chefferies. . Situé dans la ville historique de Dschang, ce musée témoigne d’un effort collaboratif entre les autorités locales et la ville de Nantes, en France, qui ont uni leurs ressources pour concrétiser cette vision. Ce partenariat international a également bénéficié d’un soutien actif de la diaspora camerounaise de France. Celle-ci a joué un rôle clé dans le financement et la mise en valeur du projet.

### Mission
Le musée de civilisation nait d'une volonté de préserver et de promouvoir le riche patrimoine culturel du Cameroun: Il se distingue par son ambition de réunir et de transmettre les traditions, l’histoire, et les savoir-faire des différentes communautés du Cameroun tout en favorisant les échanges culturels au-delà des frontières.il permets à découvrir les origines du peuple camerounais et la diversité des quatre grandes aires culturelles du pays, à travers leur histoire, leur production artistique, leur architecture et leur organisation politique et sociale,.

### Acquisitions, mises en place et lancement du musée
Ses acquisitions comprennent plus de 500 objets représentant la richesse et la diversité des cultures camerounaises Ces objets, accompagnés de panneaux explicatifs et de supports audiovisuels, offrent aux visiteurs une immersion dans l’histoire et les traditions du Cameroun.
Sa mise en place implique la construction d’un bâtiment de 1200 m², doté de huit imposantes colonnes et de deux toits en forme de cône, illustrant l’architecture africaine contemporaine. Il propose divers services, dont un espace de restauration une galerie marchande, et des activités culturelles régulières pour le public.
Son lancement marque un tournant dans la promotion du patrimoine culturel camerounais, en offrant un espace dédié à l’interprétation et au dialogue interculturel.

## Administration

### Promoteur, Tutelle & Direction/Gestion du musée
Le 31 mars 2010, le conseil d'administration se forme; il se constitue d'un président Jean Nkuete, vice premier ministre chargé de l'agriculture et du développement rural. Le 24 septembre 2011, il se tient une réunion au cours de laquelle assiste le recteur de l'Université de Dschang, Mafo Nguoghia Jeanette, le promoteur de ce programme Sylvain Djache Nzefa et le directeur du musée Flaubert Ambroise Taboue Nouaye, également conservateur. De 2009 à 2013, Rachel Mariembe y travaille en tant que directrice adjointe.

### Financements
Le musée porte un cofinancement de la coopération internationale avec la ville de Nantes.

### Tourisme et fréquentation
Il est l'un des musées les plus visités du Cameroun. Il montre le patrimoine culturel du Cameroun en général, est l'interface entre les touristes et les structures qu'ils reçoivent de la région de l'ouest. En plus de cela? les activités nautiques comme les activités sportives et les activités pour tous. Celui-ci organise aussi diverses activités afin de renforcer la communication interculturel.
Grâce au tour effectué du 3 au 11 Décembre 2011, les visiteurs prennent connaissance des sites touristiques et culturels du Cameroun.
Les distances pour se rendre au musée sont de :
- 249Km venant de Douala,
- 337 Km venant de Yaoundé,
- 48 km venant de Bafoussam,
- 128 Km venant de Bamenda.

## Architecture et  Organisation de l'espace
Sa superficie est de 1200 m², construit près du Lac Municipal de Dschang, possède huit imposantes colonnes. Une vue aérienne montre deux toits en cônes,. Il s'agit d'une architecture africaine contemporaine illustrant des masques, de l’écriture et des animaux notamment araignée, buffle, éléphant. Elle est conçue par Sylvain Djache Nzefa. Il comprend cinq espaces thématiques, :
- Histoire et fondements du Cameroun
- Le Sud Cameroun : les peuples de la forêt
- Le Littoral : les peuples de la mer
- Le Nord Cameroun : les peuples soudano-sahéliens
- L'Ouest Cameroun : les peuples des Grassfields

## Aspects techniques, équipements et services
Le musée étant situé au bord du lac, offre une multitude d'activités notamment la natation ,le plongeon etc. et les possibilités de se distraire en sécurité.
| \| 500 km1:18 610 000 \| National (1972) Doual'art(1991) Civilisations (2010) Lenale ndem (2013) Maritime (1986) Mankon (2005) |
| 500 km1:18 610 000 |

| 500 km1:18 610 000 |

| Musées (Année de création) |

### Équipements et services présents
- Wifi :  Non
- Sites web du musée :  Oui
- Inventaire de la collection :  Oui (Mises à jour ? :  Non)
- Parking pour visiteurs :  Oui
- Hall de réception :  Oui
- Présence de guides et / ou conservateurs au musée :  Oui
- Galerie marchande pour achat d'ouvrages et souvenirs touristiques :  Oui (Possibilités d'achats d'œuvres ? :  Oui; Possibilité d’acheter un livre (en anglais)[5].
- Espace restauration/toilettes pour visiteurs :  Oui
- Possibilité de prise de vue (photo des collections) :  Oui
- Présence d'un cercle ou club des amis du musée :  Oui
- Musée membre d'un réseau de musées (échanges/prêts des collections) :  Oui
- Atelier de maintenance / restauration des collections :  Oui

### Autres activités connexes liées au musée
Il présente plusieurs activités. Nous avons le guidage, la conservation, les conférences et des activités ludiques avec les jeunes et les écoles.
- Organisations de conférences et/ou tenues de séminaires :  Oui
- Cadre de recherches (scientifiques...) :  Oui
- Partenariats avec d'autres institutions :  Oui

## Collections
Ce Musée propose une exploration des racines du peuple camerounais ainsi que de la richesse des quatre aires culturelles du pays. Cela se fait à travers leur histoire, leurs œuvres artistiques, leur architecture, et leur structure socio-politique.

### Expositions permanentes
Ses collections se répartissent en six sections principales enrichies chacune par des objets ethnographiques, des artefacts historiques, des photographies et des supports audiovisuels, offrant aux visiteurs une immersion complète dans la richesse culturelle du Cameroun.
Tout d’abord, la première section, intitulée les fondations du Cameroun, présente les origines et l’évolution des différentes civilisations camerounaises. Elle met en lumière les premiers peuplements, les migrations et les influences culturelles qui sont le fondement du pays;
Ensuite, la deuxième section, le Sud Cameroun : Les Peuples de la Forêt, met en avant les cultures des communautés vivant dans les régions forestières du sud du pays. Elle expose des objets ethnographiques, des outils de chasse et de cueillette, ainsi que des artefacts rituels utilisés par ces peuples;
Par ailleurs, la troisième section, le Littoral : Les Peuples de la Mer, est dédiée aux peuples côtiers et à leur relation avec l’océan Atlantique. On y trouve des pirogues, des filets de pêche, et des objets liés aux pratiques maritimes et aux échanges commerciaux;
De plus, la quatrième section, le Nord Cameroun : les Peuples Soudano-Sahéliens, explore les cultures des régions semi-arides du nord du Cameroun. Elle présente des objets agricoles, des textiles, et des artefacts liés aux traditions nomades et pastorales;
En outre, la cinquième section, l’Ouest Cameroun : Les Peuples des Grassfields, se concentre sur les traditions et les modes de vie des communautés des hauts plateaux de l’ouest. On y trouve des masques, des sculptures, et des objets cérémoniels utilisés dans les chefferies traditionnelles;
Enfin, une section spéciale se consacre à la route des chefferies, qui met en avant les chefferies traditionnelles et leur rôle dans la préservation du patrimoine culturel.

### Expositions temporaires
Indépendance du Cameroun, libérons la mémoire est une exposition tenue du 17 Juin 2023 au 30 mars 2024 au musée des Civilisations de Dschang. Portée par la route des chefferies, cette initiative avait pour objectif de revivre les faits marquants de la lutte indépendantiste du Cameroun.